# Kele Okereke
Kele Okereke narozen jako Kelechukwu Rowland Okereke (* 13. října 1981, Liverpool, Spojené království) je britský hudebník, nejvíce známý jako rytmický kytarista a zpěvák indie rockové skupiny Bloc Party.

## Biografie
Okereke (přezdívaný v mládí „Rowle“) se narodil v Liverpoolu nigerijským rodičům katolického vyznání. Vyrůstal v Essexu, navštěvoval Illford County High School. Žil v čtvrť Bethnal Green ve východním Londýně, kde potkal Russela Lisacka, se kterým zformoval hudební skupinu. V roce 2003 po přijetí dalších členů vznikla skupina Bloc Party.